# Ділан Левітт
Ділан Джеймс Кристофер Левітт (англ. Dylan James Christopher Levitt, нар. 17 листопада 2000, Боделвіддан) — валлійський футболіст, півзахисник шотландського клубу «Гіберніан» та національної збірної Уельсу.

## Клубна кар'єра
Ділан Левітт народився 17 листопада 2000 року в уельському місті Боделвіддан. Розпочав займатися футболом у школі клубу «Манчестер Юнайтед». Перший професійний контракт уклав із клубом у квітні 2018 року. Дебютував в основному складі клубу 28 листопада 2019 року в матчі Ліги Європи проти казахського клубу «Астана». Проте до основного складу команди пробитись молодому футболісту не вдавалось, у зв'язку з чим 8 вересня 2020 року його віддали в оренду третього за рівнем англійського дивізіону «Чарльтон Атлетик». 15 лютого 2021 року футболіста передали в оренду до хорватського клубу найвищого дивізіону «Істра 1961» з Пули, у складі якої він став фіналістом Кубка Хорватії з футболу.
У 2021 році Левітт перейшов до шотландського клубу «Данді Юнайтед» на правах річної оренди, а за рік підписав з клубом вже контракт на постійній основі. 5 липня 2023 року футболіст перейшов до іншого шотландського клубу «Гіберніан».

## Виступи за збірні
У 2016 році Ділан Левітт грав у складі юнацької збірної Уельсу віком до 17 років, з 2017 до 2019 року грав у юнацькій збірній Уельсу віком до 19 років, загалом на юнацькому рівні взяв участь у 12 іграх.
У 2019 році Левітт зіграв один матч у складі молодіжної збірної Уельсу.
3 вересня 2020 року Ділан Левітт дебютував в офіційних матчах у складі національної збірної Уельсу в матчі проти збірної Фінляндії в рамках Ліги націй УЄФА. Станом на початок червня 2021 року відіграв у складі збірної 7 матчів. У кінці травня 2021 року Ділана Левітта включили до складу збірної Уельсу для участі в чемпіонаті Європи з футболу. У листопаді 2022 року Левітта включили до складу збірної на чемпіонат світу 2022 року в Катарі, де валлійська збірна завершила турнір на груповому етапі.
| Дата       | Місто     | Господарі | Результат | Гості      | Турнір                               | Голи | Примітки |
| ---------- | --------- | --------- | --------- | ---------- | ------------------------------------ | ---- | -------- |
| 3-9-2020   | Белфаст   | Фінляндія | 0 – 1     | Уельс      | Ліга націй УЄФА 2020-2021 - 1-й етап | -    |          |
| 8-10-2020  | Лондон    | Англія    | 3 – 0     | Уельс      | товариський матч                     | -    | 46' 62'  |
| 11-10-2020 | Дублін    | Ірландія  | 0 – 0     | Уельс      | Ліга націй УЄФА 2020-2021 - 1-й етап | -    | 67'      |
| 14-10-2020 | Софія     | Болгарія  | 0 – 1     | Уельс      | Ліга націй УЄФА 2020-2021 - 1-й етап | -    |          |
| 12-11-2020 | Суонсі    | Уельс     | 0 – 0     | США        | товариський матч                     | -    | 80'      |
| 27-3-2021  | Кардіфф   | Уельс     | 1 – 0     | Мексика    | товариський матч                     | -    | 46'      |
| 2-6-2021   | Ніцца     | Франція   | 3 – 0     | Уельс      | товариський матч                     | -    | 59'      |
| 5-6-2021   | Кардіфф   | Уельс     | 0 – 0     | Албанія    | товариський матч                     | -    |          |
| 20-6-2021  | Рим       | Італія    | 1 – 0     | Уельс      | ЧЄ 2020 - 1-й етап                   | -    | 86'      |
| 1-9-2021   | Гельсінкі | Фінляндія | 0 – 0     | Уельс      | товариський матч                     | -    |          |
| 1-6-2022   | Вроцлав   | Польща    | 2 – 1     | Уельс      | Ліга націй УЄФА 2022-2023 - 1-й етап | -    |          |
| 8-6-2022   | Кардіфф   | Уельс     | 1 – 2     | Нідерланди | Ліга націй УЄФА 2022-2023 - 1-й етап | -    | 68'      |
| Усього     |           | Матчів    | 12        |            | Голів                                | 0    |          |